# Étoile lavalloise Mayenne Futsal Club
L'Étoile lavalloise Mayenne Futsal Club, nota semplicemente come Étoile Lavalloise, è una squadra francese di calcio a 5 con sede a Laval, nel dipartimento della Mayenne. 

## Storia
Nel 2024 vince, per la seconda volta, il campionato francese.

## Palmarès
- Campionato francese: 2

2022-2023, 2023-2024